# Oro Mensah
Oliver Sauter (Zürich, Suiza; 9 de mayo de 1996) es un luchador profesional suizo, actualmente firmado por WWE para el territorio de desarrollo NXT bajo el nombre Oro Mensah.

## Campeonatos y logros
- Championship Of Wrestling
  - cOw Interstate Championship (1 vez)
  - cOw Heavyweight Championship (1 vez)

- German Wrestling Federation
  - GWF Tag Team Championship (1 vez) – con Senza Volto

- German Hurricane Wrestling
  - GHW Zero Gravity Cup Championship (1 vez)

- New European Championship Wrestling
  - New World Heavyweight Championship (1 vez)

- Swiss Championship Wrestling
  - SCW Tag Team Championship (1 vez) – con Cash Crash

- Swiss Wrestling Entertainment
  - SWE Championship (1 vez)

- WWE
  - NXT UK Tag Team Championship (1 vez) – con Ashton Smith